# Attenella attenuata
Attenella attenuata är en dagsländeart som först beskrevs av Mcdunnough 1925.  Attenella attenuata ingår i släktet Attenella och familjen mossdagsländor. Inga underarter finns listade i Catalogue of Life.